# Lagynochthonius exiguus
Espèce
Synonymes
- Tyrannochthonius exiguus Beier, 1952

Lagynochthonius exiguus est une espèce de pseudoscorpions de la famille des Chthoniidae.

## Distribution
Cette espèce est endémique du Selangor en Malaisie.

## Description
Le mâle holotype mesure 0,9 mm.

## Publication originale
- Beier, 1952 : On some Pseudoscorpionidea from Malaya and Borneo. Bulletin of the Raffles Museum, vol. 24, p. 96-108 (texte intégral).